# Charlcombe
Charlcombe är en ort och civil parish i Storbritannien.   Den ligger i kommunen Bath and North East Somerset och riksdelen England, i den södra delen av landet, 160 km väster om huvudstaden London. Charlcombe ligger 102 meter över havet och antalet invånare är 422.
Terrängen runt Charlcombe är platt åt sydost, men åt nordväst är den kuperad. Runt Charlcombe är det tätbefolkat, med 493 invånare per kvadratkilometer. Närmaste större samhälle är Bristol, 17,2 km väster om Charlcombe. Runt Charlcombe är det i huvudsak tätbebyggt.